# Aurélien Dutremble
Aurélien Dutremble, né le 23 décembre 1978 à Saint-Rémy (Saône-et-Loire), est un homme politique français. Il est élu député de la troisième circonscription de Saône-et-Loire lors des élections législatives anticipées de 2024, sous l'étiquette Rassemblement national.

## Biographie
Aurélien Dutremble naît le 23 décembre 1978 à Saint-Rémy. Technicien hospitalier de profession, il est le responsable du Rassemblement national en Saône-et-Loire.
Il décide de rejoindre le Front national en 2015, pour aider, en tant que militant, une de ses connaissances, alors candidate aux élections départementales et régionales. Aurélien Dutremble se définit comme un « autodidacte ».
Lors des élections municipales de 2020, il est élu conseiller municipal de Mâcon, après avoir mené la liste « Rassemblement national et d'ouverture ». Il est également élu, lors des élections régionales de juin 2021, membre du conseil régional de Bourgogne-Franche-Comté. D'après France Bleu, il est « peu connu hors de son fief mâconnais » et « réputé discret ». Le Journal de Saône-et-Loire utilise le même qualificatif, soulignant, dans un article de novembre 2023, son absence d'intervention au conseil municipal et en conseil communautaire de Mâconnais Beaujolais Agglomération depuis les élections trois ans et demi plus tôt et son absence aux neuf derniers conseils communautaires de l'intercommunalité.
Il est élu député de la troisième circonscription de Saône-et-Loire le 7 juillet 2024, sous l'étiquette RN. Au second tour, il réalise un score de 50,06 % des suffrages, avec seulement 65 voix d'avance sur le député sortant Renaissance Rémy Rebeyrotte.